# إم تي في ميوزك
إم تي في ميوزك (بالإنجليزية: MTV Music)‏ هي قناة تلفزيونية بريطانية مدفوعة تديرها شبكات فاياكوم سي بي إس المملكة المتحدة وأستراليا. تم إطلاق العلامة التجارية لأول مرة في المملكة المتحدة وأيرلندا قبل إطلاقها في أستراليا ونيوزيلندا وإيطاليا وهولندا وبولندا. على عكس قنوات إم تي في ميوزك الأخرى، تقدم هذه القناة ترجمة على برامج مختارة.

## التاريخ
أعلنت شبكة فاياكوم الإعلامية العالمية عن إدخال قناة موسيقية بدون توقف (بدون فواصل إعلانية) في يناير 2011. نظرًا لانحراف العلامة التجارية الرئيسية إم تي في عن غرضها الأصلي وزيادة المنافسة من القنوات الموسيقية الأخرى والخدمات عبر الإنترنت، عالجت إم تي في هذه المشكلة من خلال إطلاق قناة موسيقية جديدة وهي إم تي في ميوزك. تم إطلاق القناة في 1 فبراير 2011 في كل من المملكة المتحدة وأيرلندا. استبدلت القناة إم تي في شوز.
في 1 فبراير 2011، في سكاي المملكة المتحدة وسكاي أيرلندا، تبادلت إم تي في و إم تي في شوز الأماكن في دليل البرامج الإلكتروني حيث أصبحت إم تي في جزءًا من قنوات الترفيه وتم نقل إم تي في شوز إلى قنوات الموسيقى وأعيدت تسميتها إلى إم تي في ميوزك. تم نقل برمجة إم تي في شوز إلى إم تي في، بينما كانت إم تي في ميوزك مخصصة لتشغيل مقاطع الفيديو الموسيقية، مثل القنوات الشقيقة إم تي في بيس وإم تي في كلاسيك و إم تي في دانس و إم تي في هيتس و إم تي في روكس و إم تي في لايف.
بدأت إم تي في ميوزك بالبث على شاشة عريضة في المملكة المتحدة وأيرلندا في 28 مارس 2012. في 15 فبراير 2016، تم إطلاق إم تي في ميوزك +1 في المملكة المتحدة على قناة سكاي 358، لتحل محل نسخة التعريف القياسية من إم تي في لايف إتش دي. بعد إغلاق إم تي في أو إم جي و إم تي في روكس و كلوب إم تي في الموجهة للمملكة المتحدة وأيرلندا في 20 يوليو 2020، تبث إم تي في ميوزك مخططًا أسبوعيًا يعتمد على برمجة إم تي في روكس (التي تم غلاقها) في أيام الأحد. تم إغلاق قناة تغيير الوقت أيضًا كجزء من هذا التغيير، إلى جانب التحولات الزمنية لـ إم تي في و كوميدي سنترال إكسترا.

## قنوات إقليمية

### عموم أوروبا
نسخة أوروبية للقناة. تتكون البرمجة من مقاطع فيديو موسيقية بدون توقف (بدون فواصل إعلانية) على مدار الساعة. القناة مسجلة لدى هيئة البث (أر أر تي في) في جمهورية التشيك. هذه القناة متاحة في النمسا، كرواتيا، الدنمارك، فنلندا، ألمانيا، المجر، إسرائيل، لاتفيا، ليتوانيا، لوكسمبورج، مالطا، هولندا، النرويج، بولندا، البرتغال، سلوفينيا، إسبانيا، السويد، سويسرا، وجنوب إفريقيا. في السابق، كانت إم تي في ميوزك (المملكة المتحدة) متاحة في جميع أنحاء أوروبا.

#### أيرلندا
تم إطلاق إم تي في ميوزك أيرلندا في 15 أكتوبر 2013. هذا يبث نسخة المملكة المتحدة مع التحديثات والإعلانات الترفيه الأيرلندية. أغلقت إم تي في ميوزك أيرلندا في 31 مايو 2019 وتم استبدالها بإصدار المملكة المتحدة.

#### إيطاليا
تم إطلاق قناة إم تي في ميوزك النسخة الإيطالية في 1 مارس 2011، لتحل محل إم تي في بلس.

#### أستراليا ونيوزيلندا
في 3 ديسمبر 2013 ، أطلقت فاياكوم العالمية القناة في أستراليا لتحل محل إم تي في هيتس. في 1 ديسمبر 2015، تم إطلاق إم تي في ميوزك في نيوزيلندا على سكاي تيليفيجن، لتحل محل كل من إم تي في هيتس و إم تي في كلاسيك.أأغلقت في 1 يوليو 2020 وتم استبدالها بـ إم تي في أستراليا ونيوزيلندا.

#### بولندا
تم إطلاق إم تي في ميوزك في بولندا في 17 أكتوبر 2017، لتحل محل فيفا بولندا بعد 17 عامًا من بث هذه القناة. تم إغلاق إم تي في ميوزك في بولندا في 3 مارس 2020 وحل محله إم تي في ميوزك 24.

## شعارات

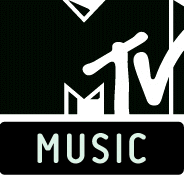
الشعار المستخدم من 1 يوليو 2011 إلى 30 سبتمبر 2013.
الشعار المستخدم من 1 أكتوبر 2013 إلى 4 أبريل 2017.
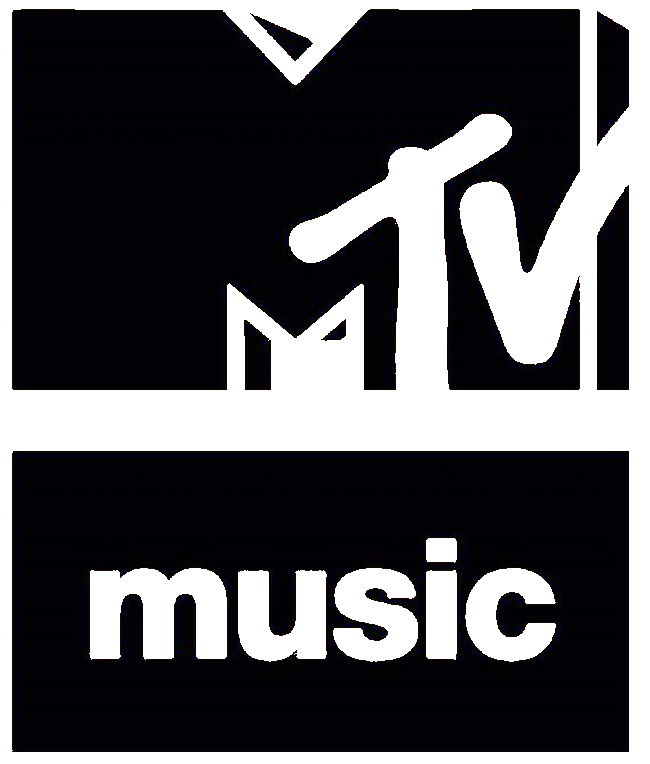
الشعار المستخدم على وسائل التواصل الاجتماعي.
الشعار المستخدم منذ 5 أبريل 2017 حتى سبتمبر 2021.
شعار القناة الحالي منذ 14 سبتمبر 2021.

## روابط خارجية
- دليل التلفاز
- قائمة تشغيل الموسيقى إم تي في
- إم تي في ميوزك المملكة المتحدة وأيرلندا - عرض تقديمي ، لقطات شاشة

لم يتم العثور على روابط لمواقع التواصل الاجتماعي.